# Moralische Person
Eine moralische Person ist ein Personenzusammenschluss, der vom Recht anerkannt und keine natürliche Person ist.
Im Gegensatz zu den juristischen Personen (Körperschaften) umfassen die moralischen Personen auch solche Personenzusammenschlüsse, die nicht zuvor ausdrücklich von einer Rechtsgemeinschaft (z. B. dem Staat) als solche genehmigt werden müssen (dies sind z. B. die Familie oder der Staat selbst) oder solche Personenzusammenschlüsse, die ihre Existenz aus einer überstaatlichen Quelle ableiten (z. B. Kirchen und ähnliche religiöse und dauerhafte Zusammenschlüsse).

## Katholisches Kirchenrecht
Im Katholischen Kirchenrecht spricht man lateinisch von einer „persona moralis“ (moralische Person).
Vor dem Codex iuris canonici (CIC) 1983 stand dieser Ausdruck allgemein für die juristische Person.
Statt „persona moralis“ verwendet das CIC jetzt in den cc. 113 ff. CIC den Ausdruck „persona juridica“ (juristische Person). Die juristischen Personen sind für die lateinische Kirche in den cc. § 113 § 2 - 123 CIC geregelt.
Von dieser allgemeinen Terminologie abweichend bezeichnet c. 113 § 1 CIC die katholische Kirche und den Apostolischen Stuhl weiterhin als „persona moralis“.
Dies soll terminologisch zum Ausdruck bringen, dass (nach eigenem Selbstverständnis) die katholische Kirche (und der Apostolische Stuhl) „auf Grund göttlicher Anordnung den Charakter einer moralischen Person“ (c. 113 § 1 CIC) haben.
Das ändert aber nichts daran, dass die katholische Kirche und der Apostolischer Stuhl juristische Personen (im weiteren (systematischem) Sinn) sind.

## Weltliches Recht
Preußisches ALR

Das ALR 1794 verwandte den Ausdruck „moralische Person“:

„§. 81. Corporationen und Gemeinen stellen in den Geschäften des bürgerlichen Lebens Eine moralische Person vor.“

österreichisches und liechtensteinisches ABGB

Der Begriff der moralischen Person wird auch im österreichischen ABGB (öABGB) und im liechtensteinischen ABGB (FL-ABGB) verwendet. In den §§ 26, 27 und 529 öABGB bzw. in den §§ 26 und 27 FL-ABGB wird der Begriff in einem einschränkenden Sinn auf erlaubte Gesellschaften und Gemeinden angewendet. Im § 1454 öABGB und FL-ABGB wird auf „Kirchen, Gemeinden und andere moralische Körper“ verwiesen, gegen die eine Ersitzung und Verjährung nur eingeschränkt möglich ist.

## Einzelfragen
Malteserorden

Als solcher moralische Person könnte unter Umständen auch der souveräne Malteserorden gesehen werden. Da der Malteserorden nach Art 4 § 1 der „Verfassung und Codex des souveränen Ritter- und Hospital Ordens vom heiligen Johannes von Jerusalem von Rhodos und von Malta“ eine vom Hl. Stuhl anerkannte juristische Person ist, könnte auch die Einschränkung nach Can. 120 – § 1 CIC greifen, wodurch die römisch-katholische zuständige Autorität diesen Orden rechtmäßig aufheben könnte. Dem steht jedoch wiederum die Qualifikation des Malteserordens als anerkanntes Völkerrechtssubjekt entgegen.